# Губанков, Антон Николаевич
Антон Николаевич Губанко́в (29 января 1965, Ленинград, РСФСР, СССР — 25 декабря 2016, акватория Чёрного моря близ г. Сочи, Россия) — государственный деятель, журналист, филолог. Директор департамента культуры Министерства обороны России (2013—2016), Министр культуры Московской области (2012—2013), председатель Комитета по культуре Правительства Санкт-Петербурга (2008—2011). Государственный советник Российской Федерации 2 класса. Заслуженный работник культуры Российской Федерации.
Погиб 25 декабря 2016 года в авиационной катастрофе под Сочи самолёта Минобороны России, вылетевшего с группой артистов ансамбля Александрова и общественными деятелями на авиабазу Хмеймим в Сирии.

## Биография
Антон Николаевич Губанков родился 29 января 1965 года в Ленинграде. Отец — Николай Николаевич Губанков — преподаватель русской философии в театральной академии. Мать — Марианна Викторовна Прошкина, художник.
Дедушка по отцовской линии - Губанков Николай Кузьмич. Инвалид ВОВ. Проживал и умер в Восточном Казахстане. Дедушка и бабушка по материнской линии — Виктор Прошкин и Виктория Белаковская, а также младший брат деда — Анатолий Прошкин были художниками, все трое учились во ВХУТЕМАС в мастерской К.Петрова-Водкина, их картины хранятся в собрании Государственного Русского музея. Двоюродный дядя — кинорежиссёр Александр Прошкин.
В 1987 году окончил французское отделение филологического факультета Ленинградского государственного университета.
С 1985 года — корреспондент газеты «Ленинградский университет», публиковался в ряде федеральных изданий («Известия», «Советская Россия»).
В 1988—1990 годах работал в Сирии.
С 1991 года — корреспондент газеты «Невское время», а с 1992-го — комментатор и ведущий программ «Радио России» на РТР.
В 1993 году — возглавил информационную службу радио ГТРК «5 канал» (Творческое объединение «Панорама»).
С 1994 года — ведущий «Информ-ТВ», прямых эфиров, программы «Дела городские» (ГТРК «5 канал»), программы «Новое Пятое колесо», «За и против» (РТР).
С 1997 года — руководитель Службы информации и публицистики Дирекции «Санкт-Петербург» ВГТРК, корпункта РТР в Санкт-Петербурге.
С 1999 года — начальник Службы информации Дирекции (ныне — ГТРК), руководитель программы «Вести-Петербург».
С 3 июня 2008 по 25 октября 2011 года — председатель Комитета по культуре Правительства Санкт-Петербурга.
В 2009—2010 годах — член Президиума Координационного совета Министерства культуры Российской Федерации, с 2010 года — член Коллегии Министерства культуры Российской Федерации. В 2011 году окончил аспирантуру Санкт-Петербургского государственного университета. Преподавал на факультете журналистики Санкт-Петербургского государственного университета. Автор и продюсер телевизионных фильмов, автор публикаций по истории и культуре России. Член правления региональной организации Медиа Союза, член Секретариата Союза журналистов СПб и ЛО. Являлся членом Комиссии по помилованию при губернаторе Санкт-Петербурга.
С 24 мая 2012 по январь 2013 года — министр культуры Московской области.
После назначения экс-губернатора Московской области Сергея Шойгу Министром обороны России, Антон Губанков пишет заявление об уходе с поста министра культуры Московской области и 25 марта 2013 года назначен директором новой структуры Минобороны России — Управления культуры, которое в 2016 году преобразовано в Департамент культуры Министерства обороны Российской Федерации.
В июле 2013 года Антон Губанков исполнил рэп о службе в армии, ролик которого записан с целью «повышения авторитета российской армии и престижа военной службы» и опубликован на YouTube. Автором текста является сам Губанков, идея записать песню родилась у него на коллегии Минобороны, посвящённой престижу воинской службы. Губанков заявил, что каждый патриотично настроенный сотрудник ведомства должен не только честно служить, но и привносить в общее дело «хорошую дозу творчества и креатива» и утверждает, что «дамы млеют от солдатского взгляда» и что армии нужен солдат с «Бэтменом внутри и Рэмбо снаружи». «Хочешь быть в тренде, культурным и смелым? Займись поскорее воинским делом».
Особую роль сыграл в российской аннексии Крыма. В апреле 2014 года написал слова к песне «Вежливые люди», посвящённой «вежливым людям», которые участвовали в аннексии Крыма, в конце февраля — начале марта 2014 года.
Губанков вывел армейскую культуру на качественно новый уровень. По его инициативе были проведены масштабные фестивали и военно-патриотические акции («Армия России», «Медиа-Ас», «Армия-джаз», «Крымская волна», «Золотой Сокол», Всеармейские игры КВН, «Наша песня», Московский международный фестиваль «Круг света» на здании Минобороны), проведена реконструкцию центральных учреждений культуры, создана система учёта объектов культурного наследия, находящихся в ведении Минобороны.
Увлекался коллекционированием антиквариата и редких книг. Занимался бегом. Владел французским, арабским и английским языками.

## Семья
В разводе с апреля 2016 года (бывшая супруга — Окунь М.В.). Трое детей — сын Никита (род. 1998), две дочери. Сестра — Лиза Каймин, журналист телеканала RTVI.

## Гибель
Антон Николаевич Губанков погиб 25 декабря 2016 года в авиационной катастрофе под Сочи самолёта Минобороны России, вылетевшего с группой артистов ансамбля Александрова на авиабазу Хмеймим в Сирии. Останки идентифицированы после проведения генетической экспертизы в январе 2017 года. Похоронен с воинскими почестями 16 января 2017 года на Федеральном военном мемориальном кладбище.
Союз журналистов Санкт-Петербурга и Ленинградской области выступил с инициативой об учреждении премии имени Антона Губанкова.

## Награды

#### Почётные звания
- Заслуженный работник культуры Российской Федерации.

#### Медали
- Медаль ордена «За заслуги перед Отечеством» II степени[4];
- Медаль Жукова;
- Медаль «В память 300-летия Санкт-Петербурга»[16];
- Медаль «За укрепление боевого содружества»;
- Медаль «За возвращение Крыма»;
- Медаль «Участнику военной операции в Сирии»;
- Медаль «Генерал-полковник Дутов»;[источник не указан 3122 дня]
- Медаль «10 лет Федеральной службе судебных приставов»[источник не указан 3125 дней];
- Медаль «Маршал Василий Чуйков»;[источник не указан 3122 дня]
- Памятная медаль «100-летие А. Т. Твардовского» (Министерство культуры Российской Федерации)[17];
- Медаль «В память 200-летия победы в Отечественной войне 1812 года» (РПЦ, 2012 год)[18].

#### Грамоты и благодарности
- Почётная грамота Президента Российской Федерации (17 августа 2010 года) — за активное участие в подготовке и проведении мероприятий, посвящённых 65-летию Победы в Великой Отечественной войне 1941—1945 годов[4][19];
- Благодарность Президента Российской Федерации[4];
- Почётная грамота Министерства культуры Российской Федерации[4].

#### Знаки
- Знак отличия «За заслуги перед Санкт-Петербургом»[4];
- Знак «За заслуги перед журналистским сообществом»[4];
- Памятный знак «150 лет Западному военному округу»[источник не указан 3125 дней].

#### Премии
- Гран-при конкурса «Золотое перо-2004» («Журналист года»)[20];
- Лауреат театральной премии имени Андрея Толубеева — за вклад в развитие театра.
- Международная премия «Балтийская звезда» (2017)[21].

Программа «Вести-Петербург» под его руководством стала лауреатом премий ТЭФИ-регион 2002 и 2003, премий СЕЗАМ 2003 и 2004, получила знаки «Общественное признание-2004», «Лучший международный проект-2003».

#### Общественные награды
- Орден Святителя Николая Чудотворца III степени.

## Классные чины
- Государственный советник Российской Федерации 2 класса (22 января 2015 года)[23].
- Государственный советник Российской Федерации 3 класса (25 февраля 2014 года)[24].